# Chiesa di San Leonardo (Renon)
La chiesa di San Leonardo (in tedesco Kirche St. Leonhard) è la parrocchiale  ad Auna di Sopra (Oberinn), frazione di Renon (Ritten) in Alto Adige. Appartiene al decanato di Bolzano-Sarentino della diocesi di Bolzano-Bressanone e risale al XIII secolo.

## Descrizione
La chiesa è un monumento sottoposto a provvedimento di vincolo col numero 16812 nella provincia autonoma di Bolzano.